# 伊塞拉
伊塞拉（義大利語：Isera），是意大利特伦托自治省的一个市镇。总面积14平方公里，人口2592人，人口密度185.1人/平方公里（2009年）。ISTAT代码为022098。